# Agathangelos (Charamantidis)
Agathangelos (světským jménem: Vasileios Charamantidis; * 1961, Chalki) je řecký duchovní Řecké pravoslavné církve, metropolita fanarionský a vikář athénské archiepiskopie.

## Život
Narodil se roku 1961 na ostrově Chalki.
Studoval na bohoslovecké fakultě Athénské univerzity a poté na Aristotelově univerzitě v Soluni.
Roku 1983 byl metropolitou thébským Ieronymem (Liapisem) rukopoložen na diákona a roku 1988 na jereje.
Roku 2001 se stal ředitelem diákonské služby Řecké pravoslavné církve.
Dne 9. ledna 2003 jej Svatý synod Řecké pravoslavné církve zvolil biskupem fanarionským a vikářem athénské archiepiskopie. Dne 13. ledna 2003 proběhla v katedrálním chrámu Zvěstování přesvaté Bohorodice v Athénách jeho biskupská chirotonie.
Dne 27. června 2019 byl povýšen na metropolitu.